# Icos
Icosul (gr. οικος - casă) este o formă de tropar făcând parte dintr-un canon. El se situează după cea de-a șasea odă, imediat după condac, și dezvoltă conținutul acestuia într-o formă uneori mai prozaică, chiar dacă e asemănătoare ca ritm.
De asemenea, acatistele au în general 12 icoase, iar acatistul Maicii Domnului are, în forma lui grecească originală, 24 de icoase împărțite în patru grupe.
Deși cercetătorii din domeniul imnografiei nu s-au pus de acord asupra motivelor pentru care această formă poetică a imnografiei creștin-orientale se numește icos (adică: casă), cei mai mulți cred astăzi că sensul cuvântului trebuie pus în legătură cu cuvântul ebraic "casă", deoarece acesta are în același timp și înțelesul de cântare.